# مقاطعة شومود
شومود (بالسلوفينية: Šomodska Županija) هو اسم مقاطعة إدارية في المجر الحالية، وأيضا في مملكة المجر.

## مقاطعة شومود

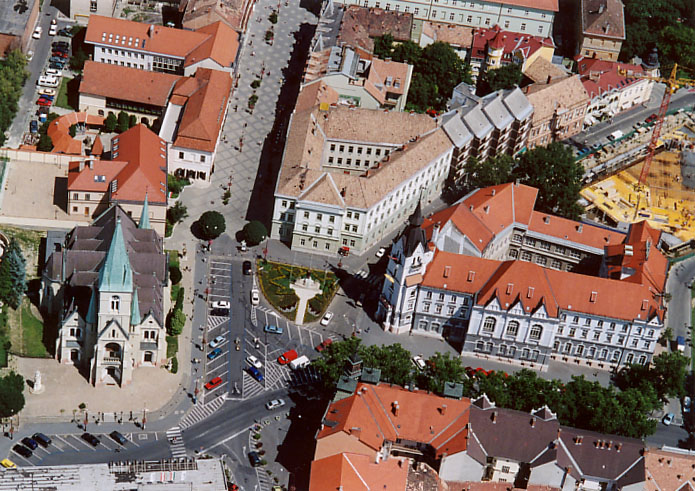
صورة جوية للعاصمة.

مقاطعة شومود تقع في جنوب غرب المجر، على الحدود مع كرواتيا. أنها تمتد من النهر درافيي والضفة الجنوبية لبحيرة باتالون. أنها تُشارك حدودها مع المقطعات المجرية زالا، فسبرم، فيير، تولنا, وبارانيا. أنها أخف مقاطعة حسب الكثافة السكانية في المجر. عاصمة المقاطعة هي مدينة كالبوشفار. مساحتها 6036 كيلومتر مربع.

## تاريخ
كانت شومود أيضا اسم مقاطعة إدارية تاريخية في مملكة المجر. أراضيها، هي كانت أكبر بقليل من مقاطعة شومود الحاضرة، في الوقت الحاضر في جنوب غرب المجر. وكانت عاصمة المقاطعة كالبوشفار.

## صور

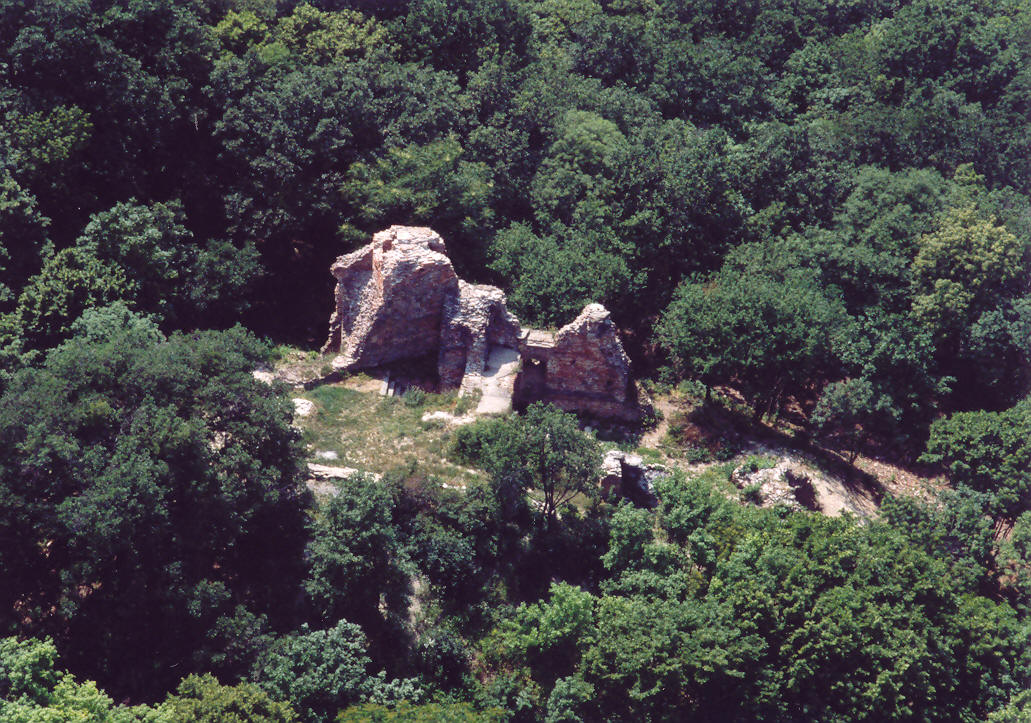
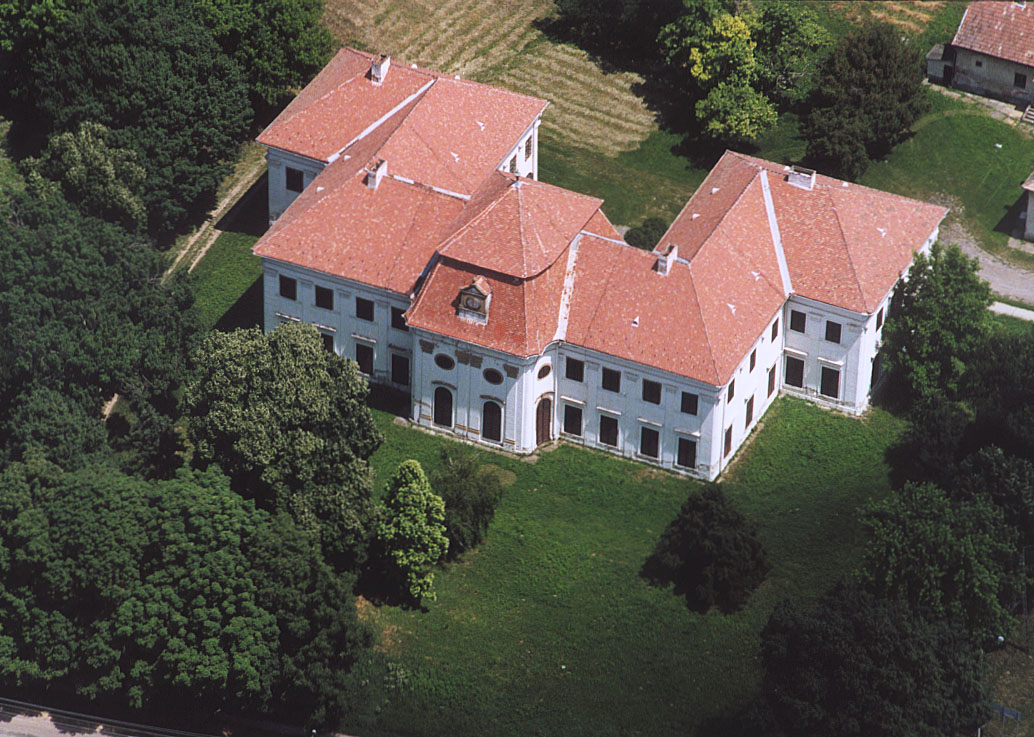
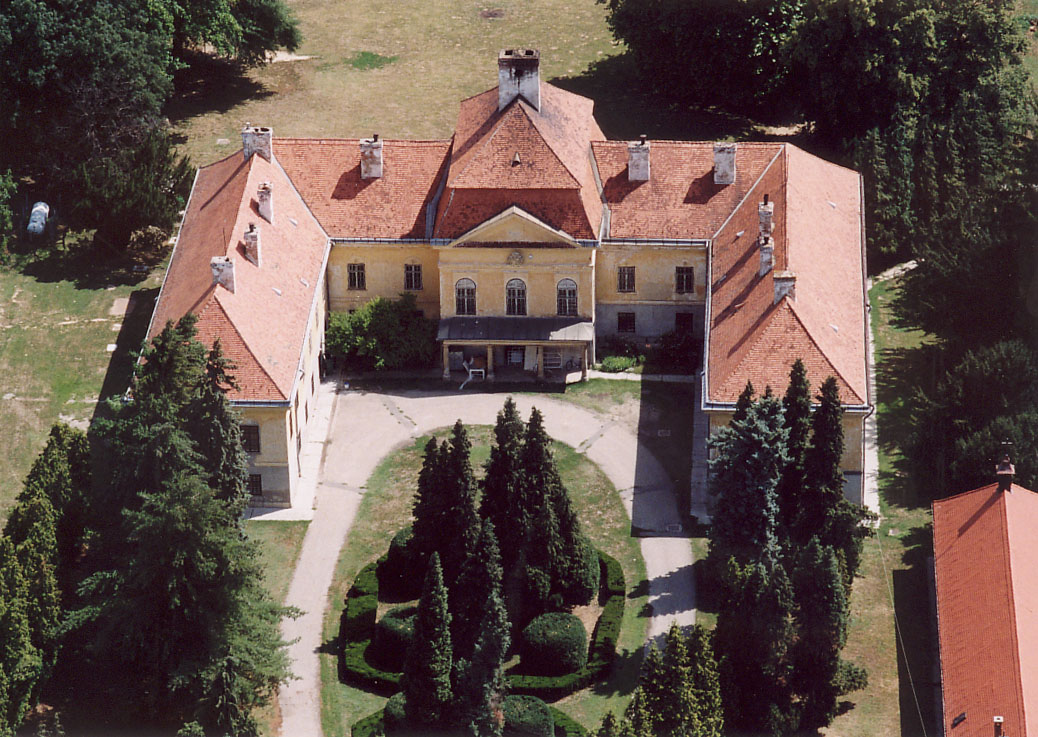
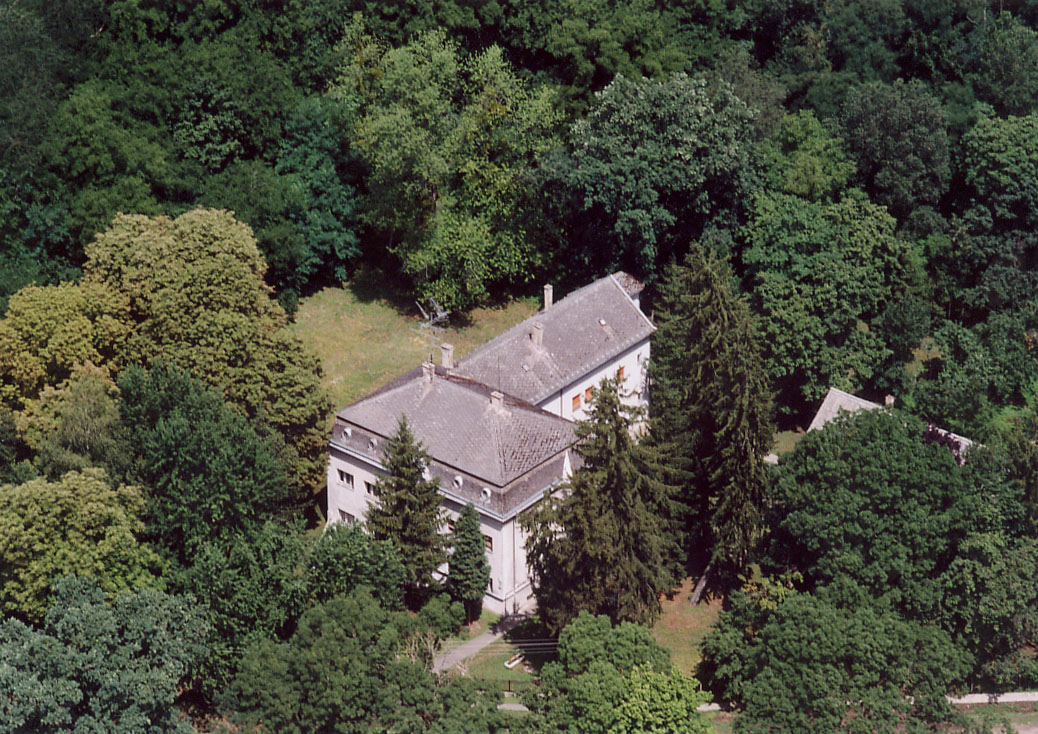